# Helictotrichon parlatorei
Helictotrichon parlatorei là một loài thực vật có hoa trong họ Hòa thảo. Loài này được (J.Woods) Pilg. mô tả khoa học đầu tiên năm 1938.